# Qibrije Demiri-Frangu
Qibrije Demiri-Frangu lub Qibrije Frangu (ur. 20 kwietnia 1957 w Sazli) – jugosłowiańska i kosowska poetka oraz albanistka.

## Życiorys
Ukończyła szkołę podstawową oraz średnią w Uroševacu, następnie studiowała albanistykę na Uniwersytecie w Prisztinie. W 1986 roku ukończyła studia magisterskie, a w 2006 roku doktorskie.
Po ukończeniu studiów magisterskich w 1986 roku została asystentką na Uniwersytecie w Prisztinie. W maju 2003 roku zaczęła na stałe wykładać albanistykę na tejże uczelni, następnie była profesorką.

## Poezje[1]
- Tallje e beuki
- Buzëqeshja s’është larg (1981)
- Flurudhë (1985)
- Ta shoh botën si gotën (1987)
- Gjithësia si qershia (1989)
- Këmbët e erës (1995)
- Prekja e vdekjes (2000)
- Nar det regnar over havet (2002)
- Shpirti i luleve (2007)

### Poezje literatury dziecięcej
- Kafshimi I Mollës
- Take te Larta

## Podręczniki szkolne[1]
- Letërsia për Fëmijë, Gjeneza, Fenomene e Autorë